# 三氟乙酰氟
三氟乙酰氟是一种有机化合物，化学式为CF3COF，它是一种气体。

## 制备
三氟乙酰氟可由三氟乙酸酐和无水氟化氢反应或三氟乙酸和五氟化钒反应制得：
(CF3CO)2O + HF → CF3COF + CF3COOH
CF3COOH + VF5 → VOF3 + HF + CF3COF↑
四氟环氧乙烷和氟化氢在−78 °C反应、四氟乙烯、三氧化铬和氟化氢在−70 °C反应，都能得到三氟乙酰氟。
一些含三氟乙酰基的化合物的热分解也会产生三氟乙酰氟，如六氟丙酮、三氟乙酸盐等。一些有机物的氟化反应也有三氟乙酰氟生成，但也有其它物质产生，如三氟乙酰胺和氟气（氮气载气）反应，除了有三氟乙酰氟生成外，还产生了三氟化氮、碳酰氟等物质；三氟乙酸亚硝酰（CF3COONO）和四氟乙烯反应，有三氟乙酰氟、二氧化碳、1,2-二硝基四氟乙烷等物质生成。

## 反应
三氟乙酰氟在乙腈中可以和氟化铷或氟化铯反应，生成相应的五氟乙醇盐：
CF3COF + MF → CF3CF2OM （M=Rb, Cs）
在−108 °C，三氟乙酰氟在氟化铯的存在下会二聚为三氟乙酸五氟乙酯。在−78 °C二氧化硫中，五氟化锑可以催化它分解：
CF3C(=O)F + SbF5 → CF3C(=O→SbF5)F → [CF3CO+SbF6−] → [CF3+SbF6−] + CO
[CF3+SbF6−] → CF4 + SbF5
它和(C2H5O)3P=C(CF3)2发生维蒂希反应，生成CF3CF=C(CF3)2。它和异硫氰基三甲基硅（(CH3)3SiNCS）反应，生成CF3CONCS和(CH3)3SiF。它和三氧化硫发生加成反应，生成三氟乙酰基氟磺酸酯：
CF3COF + SO3 → CF3C(O)OSO2F

## 拓展阅读
- Chang, Shi-Ching; Desmarteau, Darryl D. . Polyhedron (Elsevier BV). 1982, 1 (1): 129–130. ISSN 0277-5387. doi:10.1016/s0277-5387(00)81080-3 （英语）.
- Nissen, Jan H.; Drews, Thomas; Schröder, Benjamin; Beckers, Helmut; Steinhauer, Simon; Riedel, Sebastian. . Chemistry – A European Journal (Wiley). 2019-10-23, 25 (64): 14721–14727. ISSN 0947-6539. doi:10.1002/chem.201903620 （英语）.